# Цензура в Иране
Цензура в Иране (перс. سانسور در ایران‎) — контроль государственных органов Исламской Республики и религиозных инстанций за содержанием и распространением информации, в том числе печатной продукции, музыкальных и сценических произведений, произведений изобразительного искусства, кинемато- и фотографических произведений, передач радио и телевидения, с целью ограничения либо недопущения распространения идей и сведений, которые власть полагает вредными или нежелательными.
В Конституции сказано, что «СМИ должны служить распространению исламской культуры в процессе развития Исламской революции, используя конструктивное столкновение различных мнений и идей, решительно воздерживаться от распространения деструктивных сил и антиисламских явлений».
24-я статья Конституции гласит: «Пресса свободна в публикации материалов, за исключением тех случаев, когда они наносят ущерб основам Ислама и общественным правам. Эти случаи определяются законом».
Иностранные корреспонденты отмечают, что местные журналисты, которые критикуют деятельность государственных органов и исламских иерархов, подвергаются преследованиям вплоть до многолетнего тюремного заключения.
Иностранные печатные издания подвергаются цензурным правкам.

## Интернет-цензура
В Иране существует самая жёсткая в мире цензура интернет-источников. Вне закона находятся сексуальные и политические сайты, информация о правах женщин и блоги.
Доступ к Википедии для пользователей из Ирана был закрыт 3 декабря 2006 года, одновременно с другими популярными сайтами, например, YouTube и IMDb. Считается, что эта блокировка связана с развёрнутой в стране кампанией по борьбе с влиянием западной культуры.
23 мая 2009 года социальная сеть Facebook оказалась заблокирована на территории Ирана. Наблюдатели полагают, что эти действия властей следует рассматривать в контексте предстоящих выборов президента страны. Чтобы приостановить рост популярности кандидата-реформиста, власти Ирана, скорее всего, и пошли на «отключение» Facebook от иранского сегмента интернета.
После прошедших 12 июня 2009 года выборов победившие власти запретили съёмку и освещение происходящих в стране выступлений оппозиции. Был закрыт доступ к ряду интернет-ресурсов, а также отключены сервисы SMS-сообщений и спутниковые каналы. Однако в скором времени на YouTube и в Twitter стало появляться множество материалов о массовых акциях протеста граждан, требующих пересчёта голосов. Для доступа к запрещённым сайтам иранские пользователи используют прокси-серверы, и хотя власти блокируют и их, оппозиционеры систематически находят новые. Также большую роль в преодолении сетевой блокады сыграла Анонимная сеть Tor. Twitter стал местом координации новых акций, а также распространения призывов и инструкций к DDoS-атакам на правительственные сайты. Подчёркивая важность свободы слова в Сети, администрация Twitter пошла на значительные уступки, отменив плановые технические работы на сервере. Представители YouTube также заявили, что их сервис стал одной из немногих возможностей для иранцев показать всему миру происходящее в своей стране, поэтому видеозаписи акций протеста удаляться не будут.
10 августа 2012 года министр информации и коммуникаций Ирана Реза Такипур заявил, что к 2013 году Иран планирует полностью отказаться от использования интернета, поскольку считает его «ненадёжным».
Тем не менее отключение Ирана от сети произведено не было. Новый президент Ирана Хасан Рухани обещал ослабить цензуру в сети. 16 сентября 2013 года в открытом доступе появились Facebook и Twitter, отключенные в 2009 году. Однако проработали в этом статусе они лишь один день.